# خاس کوین
خاس کوین (انگلیسی: Jas Coyne؛ زادهٔ circa 1864) بازیکن فوتبال است.
از باشگاه‌هایی که در آن بازی کرده‌است می‌توان به باشگاه فوتبال اورتون اشاره کرد.